# Aminata Touré
Aminata Touré (Dakar, 12 ottobre 1962) è una politica senegalese, Prima ministra del Senegal dal 1º settembre 2013 all'8 luglio 2014.

## Biografia
Attivista dei diritti dell'uomo e funzionaria presso le Nazioni Unite, è stata ministra della Giustizia del governo Mbaye e prima ministra del Senegal dal 1º settembre 2013 all'8 luglio 2014.

### Una formazione lunga e approfondita
Figlia di un medico e di una levatrice, ha frequentato la scuola prima a Tambacounda, dove venne assegnato il padre, poi il Liceo Gaston Berger di Kaolack; nel 1981 vince il concorso pubblico in Economia e consegue il Baccalauréat di Serie D al Liceo Van Vollenhoven di Dakar.
Ha studiato in Francia, dove ha ottenuto un Master in Economia a Digione, un Master in Business Administration ad Aix-en-Provence e un dottorato di ricerca in International Financial Management presso la Scuola Internazionale di Management di Parigi.
Ha iniziato la sua carriera professionale nel 1988 nella Società di trasporto pubblico Dakar SOTRAC, dove ha diretto il reparto marketing e comunicazione.

### Carriera politica
Attivista sin dall'età di 14 anni, è attiva nella sinistra accademica francese e membro della Lega Comunista dei Lavoratori (LCT), futuro Movimento per il Socialismo e l'unità (MSU). Durante il 1993 è la responsabile della campagna elettorale di Landing Savané, divenendo la prima donna a ricoprire un incarico di questo genere nella storia senegalese.

### Impegno umanitario
È stata Direttrice dei programmi dell'Associazione senegalese per il benessere familiare (ASBEF). Dal 1995 ha lavorato per il Fondo delle Nazioni Unite per la popolazione (UNFPA), prima come consulente tecnica senior per il Ministero della Famiglia e Sociale in Burkina Faso, e poi come consigliera regionale UNFPA per i paesi africani francofoni, e coordinatrice del programma Genre e l'HIV in Africa occidentale per Ufficio Regionale del Fondo delle Nazioni Unite per le donne. In particolare, incoraggia la pianificazione familiare e la salute riproduttiva.
Nel 2003 è stata nominata a New York direttrice del dipartimento dei diritti umani del UNFPA.

### Una fonte vicina a Macky Sall
Ha lasciato il New Jersey nel 2010, per diventare capo del personale di Macky Sall, presidente dell'Alleanza per la Repubblica, e partecipare l'anno successivo alla scrittura del programma per la campagna presidenziale del 2012. Succede a Cheikh Tidiane Sy come ministra della Giustizia nel governo Mbaye, con la missione di riformare il sistema giudiziario nazionale, ridurre i tempi, ampliare la rappresentatività del Consiglio costituzionale.
Durante i suoi primi mesi in carica, attua la lotta contro la corruzione voluta da Sall, attraverso verifiche della politica della precedente Presidenza e dei funzionari dell'ex regime wadista, tra cui Karim Wade, il figlio dell'ex presidente.

### Prima Ministra
Aminata Touré è stata nominata Prima Ministra il 1º settembre 2013 e ha formato il suo governo il giorno successivo. Si è dimessa il 4 luglio 2014 dopo essere stata sconfitta da Khalifa Sall alle elezioni comunali nel suo collegio elettorale di Dakar. Mohammed Dionne, un ex funzionario delle Nazioni Unite, le succede il 6 luglio. Nel febbraio 2015 è stata nominata da Macky Sall inviata speciale del Presidente della Repubblica, per tutti i tipi di missioni nazionali e internazionali.

### Opinione politica
Nel marzo 2025, Aminata Touré si espresse contro l'uso del franco CFA in Africa.

### Vita familiare
Aminata Touré ha tre figli. È divorziata da Oumar Sarr, ministro del governo di Abdoulaye Wade, ed è sposata con Oumar Coulibaly, un imprenditore.